# Jakub Poznański
Jakub Poznański (geboren am 26. Juli 1890 in Łódź, Russisches Kaiserreich; gestorben am 11. August 1959 in Łódź, Polen) war ein polnisch-jüdischer Ingenieur, Chemiker und Apotheker, dessen Tagebuch als eine der wichtigsten Quellen über das Leben im Ghetto Litzmannstadt gilt.

## Herkunft und Ausbildung
Der Vater von Jakub arbeitete in einer örtlichen Baumwollmanufaktur. 1906 zog die Familie von Łódź nach Kiew. Jakub absolvierte in dieser ukrainischen Stadt 1909 die Mittelschule. Anschließend gelang es ihm über ein Ausleseexamen, an der Landwirtschaftlichen Abteilung des Instituts für Land- und Forstwirtschaft in Puławy aufgenommen zu werden. Später wechselte er an die Chemische Abteilung der Polytechnischen Hochschule in Charkow. Die Einberufung zum Militär während des Ersten Weltkriegs (1914–1918) unterbrach seine Ausbildung, die er 1918 abschloss. Von 1918 bis 1920 arbeitete er im Hauptinstitut der Zuckerindustrie in Kiew.
1920 ging Jakub Poznański nach Deutschland. Er promovierte an der Technischen Hochschule Charlottenburg über Fragen der Zuckerfabrikation. 1922 kehrte er nach Łódź zurück. Er heiratete Felicja Torończyk, mit der er eine Tochter hatte. Weil er in seinem Fachgebiet der Zuckerverarbeitung keine Anstellung fand, arbeitete er in der örtlichen Textilindustrie. 1935, nach einem Jahr der Arbeitslosigkeit, erhielt er in Łódź bis 1940 eine Anstellung im Unternehmen seines deutschen Schulfreunds Alfred Haessler.

## Im Ghetto Litzmannstadt
Während der deutschen Besetzung Polens wurden Poznański, seine Frau und seine Tochter 1940 in das Ghetto Litzmannstadt eingewiesen. Dort gründete er das Hachschara-Referat, das insbesondere junge Menschen auf die Auswanderung nach Palästina und auf dort notwendige landwirtschaftliche Aufgaben vorbereiten sollte. Anschließend wurde Poznański Leiter der landwirtschaftlichen Abteilung. Nach ihrer Auflösung fand er Arbeit im Papier-Ressort des Ghettos. Im August 1944 versteckten sich die drei Familienmitglieder auf dem Ghetto-Gelände. Am 19. Januar 1945 befreite die Rote Armee die letzten Überlebenden des Ghettos, zu denen die Familie Poznański gehörte. Vom 4. Oktober 1941 bis zum 2. Juni 1945 führte Jakub Poznański Tagebuch.

## Nachkriegsjahre
Nach dem Krieg arbeitete Poznański in dem Betrieb, in dem er vor Kriegsausbruch beschäftigt war. Dessen vormaliger Besitzer Alfred Haessler war nach Deutschland und dann weiter in die Schweiz geflohen. Jakub Poznański stieg zum Fabrikdirektor auf. Auf Verbandsebene wurde er Abteilungsleiter des Zentralverbands der Textilindustrie, später der synthetischen Industrie.

## Tagebuch
Das Tagebuch hält die Beobachtungen Poznańskis über die Lebenssituation, die Machtverhältnisse, die Repressionsmaßnahmen, die Zwangsarbeit, die Deportationen, die Befürchtungen, Spekulationen und Hoffnungen der Ghettobewohner fest. Der Autor griff bei seinen Aufzeichnungen auch auf Informationen zurück, die er der deutschen Lokalzeitung und Radiosendungen entnahm – er besaß einen Empfänger, den er trotz Verbots nutzte.
Nach dem Tod ihres Ehemanns zog Felicja Poznańska 1960 nach Warschau. Sie nahm die 13 Schulhefte mit, worin der Verstorbene sein Tagebuch niedergeschrieben hatte. 1960 erschien das Tagebuch in Polen. An vielen Stellen griff der Herausgeber Horacy Safrin allerdings in den Ursprungstext ein. Nach dem Tod von Felicja Poznańska gingen die Originalhefte verloren. Sechs der Hefte tauchten im Jahr 2000 durch Zufall wieder auf, die sieben weiteren Schulhefte sind bis auf weiteres verschollen.
Im Jahr 2002 erschien eine zweite Edition des Tagebuchs in Polen. Basis waren die Originalhefte und – wo sie fehlten – die erste polnische Publikation des Jahres 1960. Im Jahr 2010 erschien eine hebräische Ausgabe des Tagebuchs. 2011 erschien eine deutsche Fassung, die Ingo Loose, Mitarbeiter des Instituts für Zeitgeschichte, aus dem Polnischen übersetzte.

## Werke
- Tagebuch aus dem Ghetto Litzmannstadt. Aus dem Polnischen übersetzt und herausgegeben von Ingo Loose. Metropol Verlag, Berlin 2011, ISBN 978-3-86331-015-8.
- Pamiętnik z getta łodzkiego. Wyd. Łódzkie, Łódź 1960.
- Miriam Arani: Besprechung des Tagebuchs. (PDF; 179 kB) In: Zeitschrift für Ostmitteleuropa-Forschung, 62, 2013, Heft 3, S. 540–542.